# Звукозапис

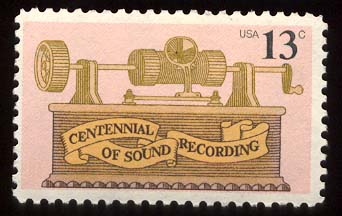
Поштова марка США на честь 100-річчя звукозапису

Звукозапис — процес запису звукової інформації з метою її збереження і подальшого відтворення; звукозаписом називають також записану звукову інформацію. Звукозапис ґрунтується на зміні фізичного стану або форми різних ділянок носія запису — магнітної стрічки, грамофонної платівки, кіноплівки, цифрових носіїв інформації тощо.
Звукозапис є окремим випадком запису і відтворення інформації і здійснюється двома способами: акустичним і електроакустичним. У першому способі звукові коливання безпосередньо керують роботою приладу, що впливає на носій запису, в другому — спочатку перетворюються мікрофоном на електричні коливання, потужність яких підвищується підсилювачем до необхідного значення, після чого електричні коливання поступають у пристрій, що впливає на носій, який безпосередньо й проводить запис.
Запис можна здійснити на аналогові та цифрові носії інформації. У випадку аналогового запису, електричний сигнал являє собою «аналог» акустичних коливань, в якому періодичні зміни звукового тиску можна подати як зміни електричної напруги, які фіксуються на магнітній стрічці або фотоплівці. У випадку цифрового звукозапису, електричний сигнал після підсилення поступає на аналого-цифровий перетворювач (АЦП), який перетворює аналоговий сигнал на цифровий, який можна зафіксувати на тому чи іншому цифровому носії інформації.

## Види звукозапису

### Механічний запис звуку

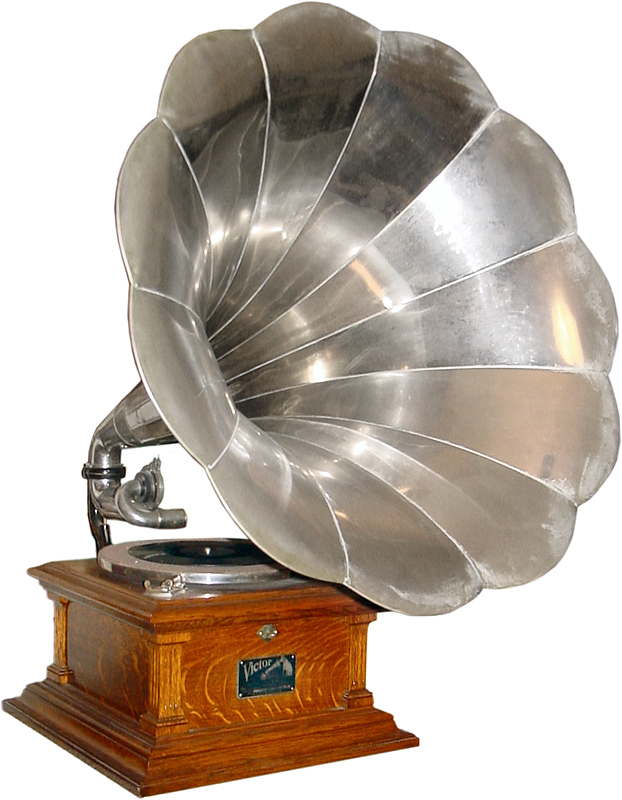
Грамофон

При механічному записі звуку голка або різець видавлює або вирізує на поверхні рухомого носія канавку, форма якої відповідає формі записуваних звукових коливань. У процесі відтворення програвачем грамофонна голка, рухаючись по звивині канавки, повторює ці коливання і передає їх або мембрані, що випромінює звук через рупор, або електромеханічному перетворювачу звукознімача, що виробляє електричні сигнали. Механічний звукозапис вперше практично здійснив 1877 року американський винахідник Томас Алва Едісон, який побудував фонограф із записом звуку на валу, обгорнутому олов'яною фольгою. Надалі фольгу замінили воском. 26 вересня 1887 року Еміль Берлінер отримав патент на грамофон. Механічний звукозапис на грамофонних платівках поширився завдяки простоті і зручності відтворення звуку в домашніх умовах.

### Фотографічний (оптичний) запис
При фотографічному (оптичному) звукозаписі у такт із звуковими коливаннями змінюється (модулюється) сила або форма світлового променя, що падає на рухому кіноплівку. В результаті звук виявляється «сфотографованим». Після хімічного проявлення на плівці утворюється затемнена доріжка запису, прозорість або ширина якої змінюється уздовж плівки відповідно до закономірності записаного коливання. Для відтворення звукозапису фотографічну фонограму, яка рухається з тією ж швидкістю, з якою рухалася плівка під час запису, просвічують променем світла, що проходить крізь доріжку запису і падає на фотоелемент, який перетворює коливання сили світла в електричні коливання. Прообразом апаратів фотографічного звукозапису є фотографофон, виготовлений 1901 року німецьким інженером Е. Румером. Фотографічний звукозапис застосовували переважно у звуковому кіно. Принципи фотографічного звукозапису покладено в основу роботи синтезатора АНС.

### Магнітний запис
При магнітному записі, в такт із звуковими коливаннями намагнічуються окремі ділянки носія, що рухається через магнітне поле. Поле створюється магнітною головкою, через обмотку якої проходять посилені електричні струми мікрофону. При відтворенні відбувається зворотне перетворення: рухома магнітна фонограма збуджує в магнітній головці електричні сигнали. Перший апарат для магнітного звукозапису на сталевий дріт (телеграфон) запропонував у 1898 році данський інженер В. Паульсен. Від 40—50-х рр. XX століття набув поширення магнітний звукозапис на магнітну стрічку за допомогою магнітофонів, які стали простими і зручними апаратами для звукозапису як на студіях, так і в домашніх умовах.

### Цифровий запис

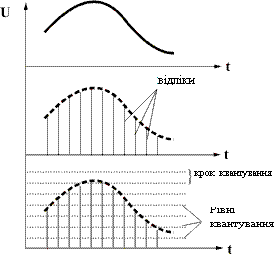
Аналогово-цифрове квантування

Перетворення звукового сигналу в цифрову форму полягає у вимірюванні миттєвих значень його амплітуди через рівні проміжки часу і поданні отриманих значень, званих відліками, у вигляді послідовності чисел. Ця процедура називається аналого-цифровим перетворенням, а пристрій для її реалізації — аналого-цифровим перетворювачем (АЦП).
Числа, отримані в результаті аналого-цифрового перетворення, виражаються в двійковій системі числення, тобто у вигляді комбінацій двох цифр — нулів (0) і одиниць (1).
Процес перетворення неперервного аналогового сигналу в послідовність його миттєвих значень (вибірок) називається дискретизацією. Визначення чисельного значення величини вибірки (відліку) називається квантуванням. Для цього весь діапазон можливих змін амплітуди перетворюваного сигналу ділиться на певну кількість рівнів квантування, яка визначається розрядністю використовуваного при цьому двійкового числа. Чим більше число розрядів квантування, тим менша відстань між рівнями квантування (крок квантування) і тим вищою виходить точність перетворення.
Основними характеристики аналогово-цифрового перетворення є:
- Частота дискретизації сигналу (частота квантування) — визначає число відліків на секунду. На практиці застосовується від 11 025 до 96 000 кГц. Чим вища частота дискретизації, тим більша точність перетворення.
- Амплітудна розрядність квантування — визначає кількість розрядів двійкового числа, що використовується для визначення кількості рівнів квантування, наприклад 16-розрядне квантування забезпечує 216=65 536 рівнів квантування. На практиці застосовується переважно 16-розрядне, рідше 24- та 32-розрядне квантування.